# Gnatholea simplex
Gnatholea simplex är en skalbaggsart som beskrevs av Charles Joseph Gahan 1890. Gnatholea simplex ingår i släktet Gnatholea och familjen långhorningar.
Artens utbredningsområde är Myanmar. Inga underarter finns listade i Catalogue of Life.